# Bakla

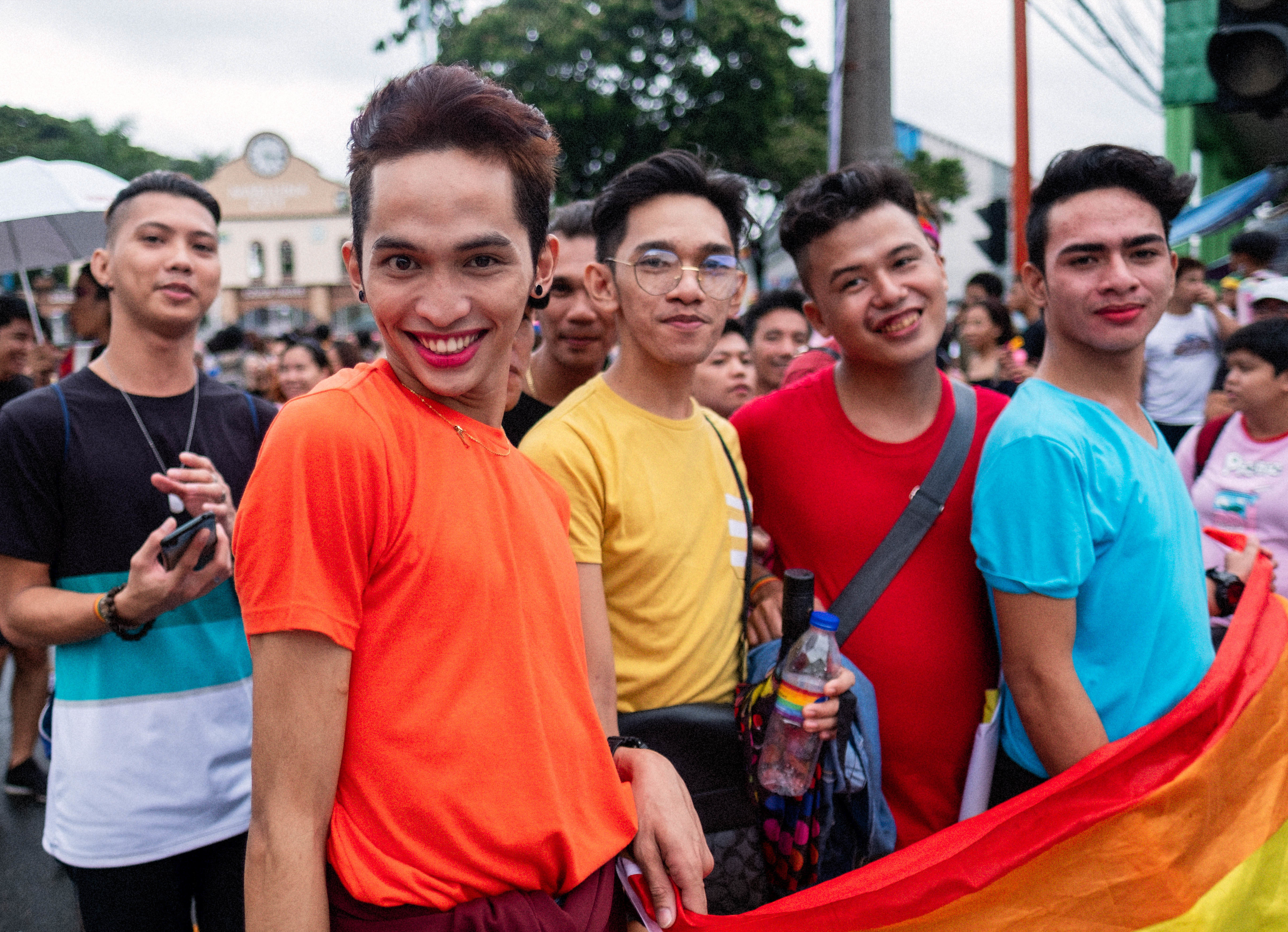
Parada LGBT das Filipinas em 2019

Nas Filipinas, um baklâ, bayot (Cebuano) ou agi (Hiligaynon) é uma pessoa que foi designada como homem ao nascer, mas geralmente adota uma expressão de gênero feminina e se veste como mulheres. São frequentemente pessoas consideradas de terceiro gênero. Muitas baklas são pessoas atraídas exclusivamente por homens, mas não são necessariamente gays. O termo é erroneamente aplicado a mulheres trans. 
Baklas são social e economicamente integradas à sociedade filipina, tendo sido aceitas pela sociedade antes da colonização ocidental, muitos dos quais eram respeitados e desempenhavam o papel de líderes espirituais conhecidos como babaylan, katalonan e outros xamãs nas Filipinas pré-coloniais. No entanto, um grupo minoritário de filipinos desaprova ou rejeita os baklas, geralmente por motivos religiosos impostos pelas religiões da época colonial e de inspiração colonial. Um estereótipo comum imputado às baklas é o da parlorista - cross-dressers extravagantes e camp que trabalham em salões de beleza; na realidade, a bakla prospera em vários setores da sociedade, dos níveis mais baixo aos mais altos.

## Gênero
As baklas geralmente se vestem e agem como mulheres, deixam seus cabelos crescer, têm implantes mamários, tomam pílulas hormonais e fazem outras mudanças para parecer mais femininas. Algumas também são submetidas a cirurgia de redesignação sexual, mas isso é incomum.
Baklâ é frequentemente considerado um terceiro gênero. J. Neil C. García lembra uma rima infantil que começa listando quatro gêneros distintos: "menina, menino, baklâ, moleca" (nas Filipinas, moleca ou bofinha (tomboy) se refere explicitamente a uma lésbica). 